# Na Radosti
Na Radosti – wzniesienie o wysokości 979 m n.p.m. w Czechach w Górach Złotych w Sudetach Wschodnich, leżące w bocznym grzbiecie Gór Złotych.

## Położenie
Wzniesienie w południowo-wschodniej części Gór Złotych w Sudetach Wschodnich w środkowej części Sokolskiego grzbietu (cz. Sokolského hřbetu) odchodzącego na południowy wschód prostopadle od głównego grzbietu, około 5,1 km, na północny zachód od centrum miejscowości Jesionik, (cz. Jeseník).

## Fizjografia
Wzniesienie o kopulastym kształcie z wyrazistym wierzchołkiem o regularnej rzeźbie i ukształtowaniu oraz stromych zboczach. Wyrasta w bliskiej odległości od wzniesień: Sokoli vrch, wznoszącym się po północno-wschodniej stronie, Medvědí kámen południowo-zachodniej stronie i Studniční vrch po południowo-wschodniej stronie. Stanowi drugą, kulminacją rozległego masywu, w którym jest położony. Strome zbocza: północne i zachodnie schodzą w kierunku dolin rzecznych. Zbocze północne do doliny potoku Mariánský potok, zachodnie do doliny potoku Vápenský potok. Zbocza południowo-zachodnie i południowo-wschodnie nieznacznie opadają i łagodnie przechodzi w północne zbocza wzniesień Studniční vrch (992 m n.p.m.)i Medvědí kámen (907 m n.p.m.), od których oddzielone jest niewielkimi płytkimi siodłami. Na zboczu wschodnim na poziomie 850 m n.p.m. położona jest strefa źródliskowa rzeki Mariánský potok. Cała powierzchnia wzniesienia porośnięta jest w większości naturalnym lasem mieszanym regla dolnego, a w partiach szczytowych świerkowym regla górnego z niewielką domieszką drzew liściastych. Położenie wzniesienia czyni wzniesienie trudno rozpoznawalnym w terenie, gdyż z dalszej odległości z towarzyszącymi wzniesieniami tworzy jeden zwarty masyw.

## Budowa geologiczna
Wzniesienie zbudowane ze skał metamorficznych, głównie z gnejsów gierałtowskich, fyllitów i amfibolitów oraz łupków krystalicznych. Zbocza wzniesienia pokrywa niewielka warstwa młodszych osadów glin, żwirów, piasków i lessów z okresu zlodowaceń plejstoceńskich i osadów powstałych w chłodnym, peryglacjalnym klimacie.

## Inne
- W przeszłości wzniesienie nosiło nazwę: niem. Bornstein
- Wzniesienie stanowi teren źródliskowy. W obrębie wzniesienia występuje kilka zbadanych i nazwanych źródeł, studzienek oraz wycieków zmineralizowanej wody[3]. Pramen Pokroku, Dobré naděje[4][5].

- Na stoku wzniesienia  29 października 1941 roku rozbił się niemiecki samolot Focke-Wulf Fw 58[6].
- U wschodniego podnóża płynący Mariánský potok tworzy  malownicze wodospady Mariánské vodopády.

## Turystyka
Obok szczytu prowadzą znakowane szlaki turystyczne.
- czerwony - przechodzi po północno-wschodniej stronie w odległości około 600 metrów od wierzchołka.
- niebieski – prowadzący z miejscowości Lipová-lázně przechodzi południowym zboczem około 300 metrów od wierzchołka.
- Zachodnim zboczem około 400 m poniżej szczytu prowadzą ścieżka dydaktyczna Krajem Rychlebských hor.
- Na szczyt można dojść nieznakowanymi ścieżkami odchodzącymi od niebieskiego szlaku.